# Burundi-Franc
Der Burundi-Franc ist die Währung von Burundi. Er ist in 100 Centimes unterteilt, diese Einheit wird jedoch kaum verwendet. Die am häufigsten umgänglichen Größen belaufen sich auf 100 Franc bis 5000 Franc.
Ein durchschnittlicher Arbeiter in Burundi erhält als Tageslohn zwischen 1500 und 2000 Burundi-Francs.

## Münzen und Scheine
Es werden Münzen der Nominalwerte 1 und 5 Francs sowie Banknoten der Werte 10, 20, 50, 100, 500, 1000, 2000, 5000 und 10.000 Francs ausgegeben (Stand 2005). Seit 2011 gibt es Münzen zu 10 und 50 Francs.
Die Münzen von 1 und 5 Francs sind Aluminiumprägungen mit dem Wappen von Burundi auf der Rückseite. Die Banknoten ab 500 Francs besitzen Wasserzeichen, einen integrierten Metallfaden sowie teilweise ein Hologramm und unter UV-Beleuchtung ein reflektierendes Element. 
Auf allen offiziellen Banknoten sind verschiedene landestypische kulturelle Abbildungen von Burundi zu sehen.

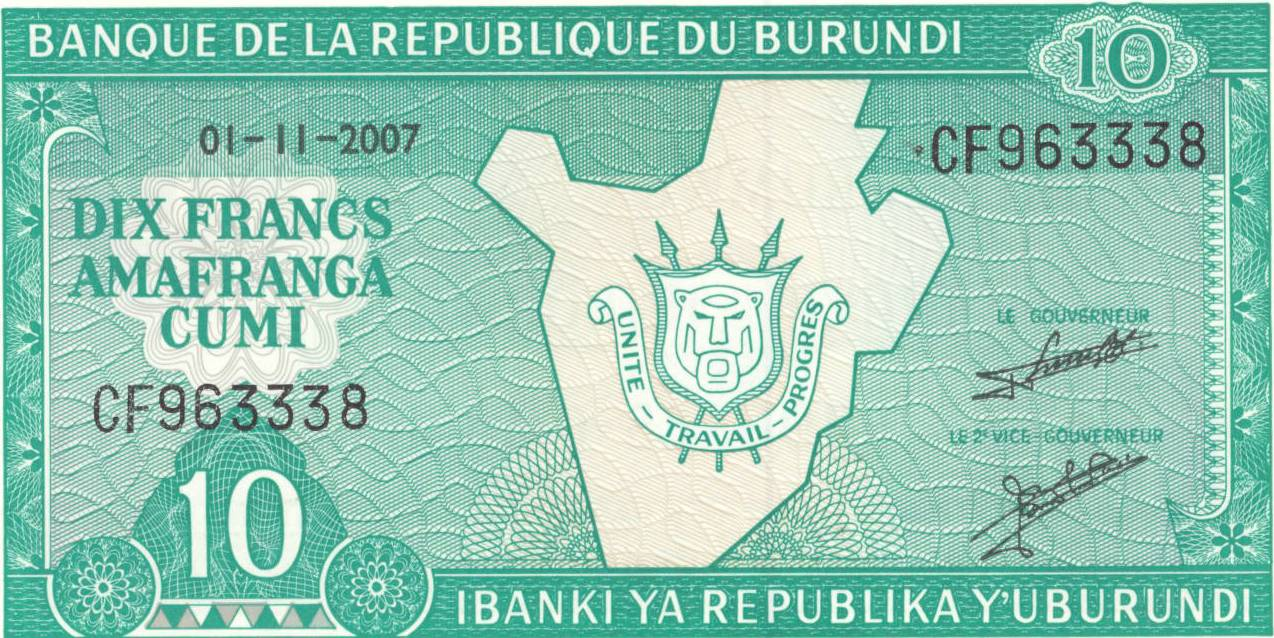
10-Franc-Note
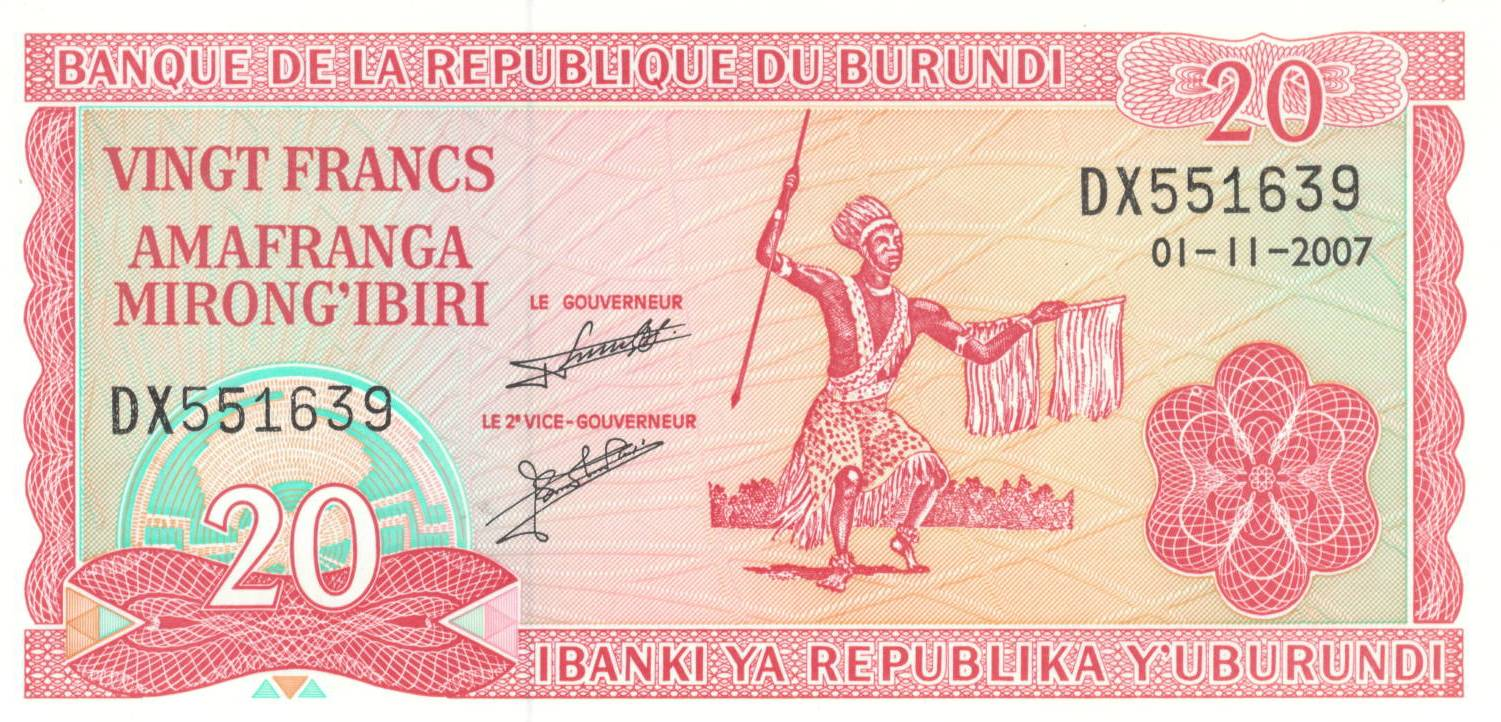
20-Franc-Note